# Josep Borrell
Josep Borrell Fontelles (Puebla de Segur, Lérida, 24 de abril de 1947) es un político, matemático, ingeniero aeronáutico, economista, catedrático y diplomático español. 
Borrell, ingeniero aeronáutico y economista de formación, entró en política en la década de 1970 como militante del PSOE durante la Transición española y desempeñó diversos altos cargos durante los gobiernos de Felipe González, primero dentro del Ministerio de Economía y Hacienda como secretario general de Presupuesto y Gasto Público (1982-1984) y secretario de Estado de Hacienda (1984-1991); posteriormente, se incorporó al Consejo de Ministros al frente de la cartera de Obras Públicas, Transportes y Medio Ambiente. En la oposición tras las elecciones generales de 1996, Borrell se convirtió inesperadamente en 1998 en el aspirante elegido por la militancia del PSOE a la presidencia del Gobierno, rol que mantuvo hasta su renuncia en 1999. A partir de entonces, centrado en la política europea, fue diputado del Parlamento Europeo para el período 2004-2009 y llegó a desempeñar la presidencia de la Cámara durante la primera mitad de la legislatura.
Tras un tiempo retirado de la primera línea política, volvió al Consejo de Ministros en junio de 2018, con su nombramiento como ministro de Asuntos Exteriores, Unión Europea y Cooperación en el primer Gobierno presidido por Pedro Sánchez. Tras apenas un año en el cargo, a finales de 2019 fue nombrado alto representante de la Unión para Asuntos Exteriores y Política de Seguridad y vicepresidente de la Comisión Europea, en el primer Ejecutivo comunitario de Ursula von der Leyen.

## Biografía

### Primeros años
Josep o José Borrell Fontelles nació en Puebla de Segur (provincia de Lérida) el 24 de abril de 1947, en el seno de una familia de panaderos. Su abuelo paterno, inmigrante español en Argentina, regentó una tienda de confituras en Mendoza, retornando a España cuando el padre de Borrell tenía 8 años. Borrell, de hecho, obtuvo la nacionalidad argentina en 2019.
Es ingeniero aeronáutico por la Universidad Politécnica de Madrid, máster en Investigación Operativa por la Universidad de Stanford en Palo Alto, máster en Economía de la Energía por el Instituto Francés del Petróleo de París, doctor en Ciencias Económicas por la Universidad Complutense de Madrid y catedrático en excedencia de Matemáticas Empresariales. Trabajó siete años para CEPSA.
Tras licenciarse, se trasladó en el verano de 1969 a Israel para trabajar en el kibbutz de Gal On; en Israel conoció a Carolina Mayeur, francesa de origen judío, con la que contrajo matrimonio, fruto del cual ha tenido dos hijos. Se separaron en la década de 1990.

### Inicios en la política local y provincial
Militante en el Partido Socialista Obrero Español (PSOE) desde 1975, comenzó su periplo político en la Agrupación Socialista de Madrid-Norte junto a Luis Solana y Luis Carlos Croissier. Número 5 de la candidatura del PSOE encabezada por José María Rodríguez Colorado para las elecciones municipales de 1979 en Majadahonda, resultó elegido concejal del consistorio majariego. Borrell, que también se convirtió en miembro de la Diputación de Madrid en la corporación provincial 1979-1983, se hizo cargo del Área de Hacienda del gobierno provincial en el período preautonómico.

### Alto cargo en los gobiernos de Felipe González

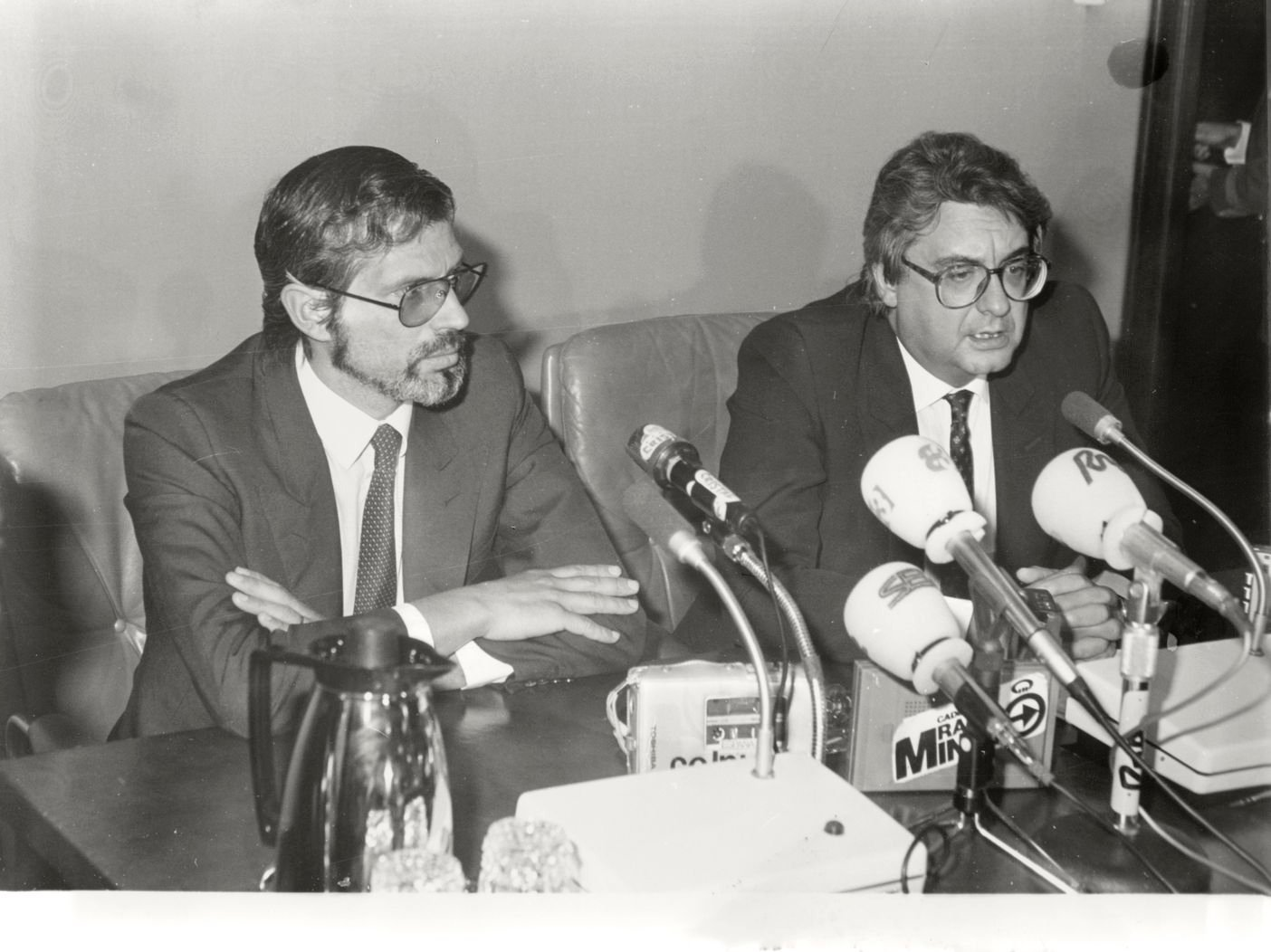
Josep Borrell, secretario de Estado de Hacienda, fotografiado en 1984 en La Moncloa junto con Eduardo Sotillos.

Tras la llegada de Felipe González a la presidencia del Gobierno después de las elecciones generales de 1982, Borrell fue nombrado secretario de Estado de Presupuesto y Gasto Público del Ministerio de Economía y Hacienda.
Fue secretario de Estado de Hacienda de 1984 a 1991, posición desde la cual se mostró crítico con la ortodoxia económica predicada por el gobernador del Banco de España Mariano Rubio. Alcanzó repercusión mediática durante el proceso judicial por fraude fiscal contra la artista flamenca Lola Flores. Fue utilizado por el Ministerio de Hacienda como caso ejemplarizante en su lucha contra el fraude fiscal.
En 1991 fue nombrado ministro de Obras Públicas, Transportes y Medio Ambiente. Participante en el proceso de liberalización del sector de las telecomunicaciones en España, impulsó el Plan Nacional de Telecomunicaciones 1991-2002 (PNT); no obstante en 1993 amenazó a la Comisión Europea con bloquear la liberalización de no concederse una moratoria a España, porque consideraba prioritario conseguir la universalización del acceso al servicio antes de proceder a la completa liberalización.

### Elecciones primarias en el PSOE
Estando el PSOE en la oposición, Borrell se impuso en las elecciones primarias del 24 de abril de 1998 para la elección del candidato del PSOE a la Presidencia del Gobierno en 2000, derrotando por un 55% de votos a Joaquín Almunia, entonces secretario general del partido. Almunia era el candidato «oficialista» y contaba con el apoyo del aparato del partido y entre otros el antiguo presidente del gobierno Felipe González. Esta fue la primera ocasión en la que un partido político de España utilizaba un sistema de primarias abiertas a los militantes para la elección de su secretario general. Sin embargo, Borrell acabó renunciando el 14 de mayo del siguiente año en favor de Almunia, debido a la falta de apoyo de la dirección, y al escándalo de fraude fiscal de José María Huguet, un antiguo colaborador suyo cuando era secretario de Estado de Hacienda (por el mismo caso, "Hacienda Catalana", estuvo acusado y finalmente absuelto, otro colaborador suyo, Ernesto de Aguiar).

### Trayectoria política en la Unión Europea

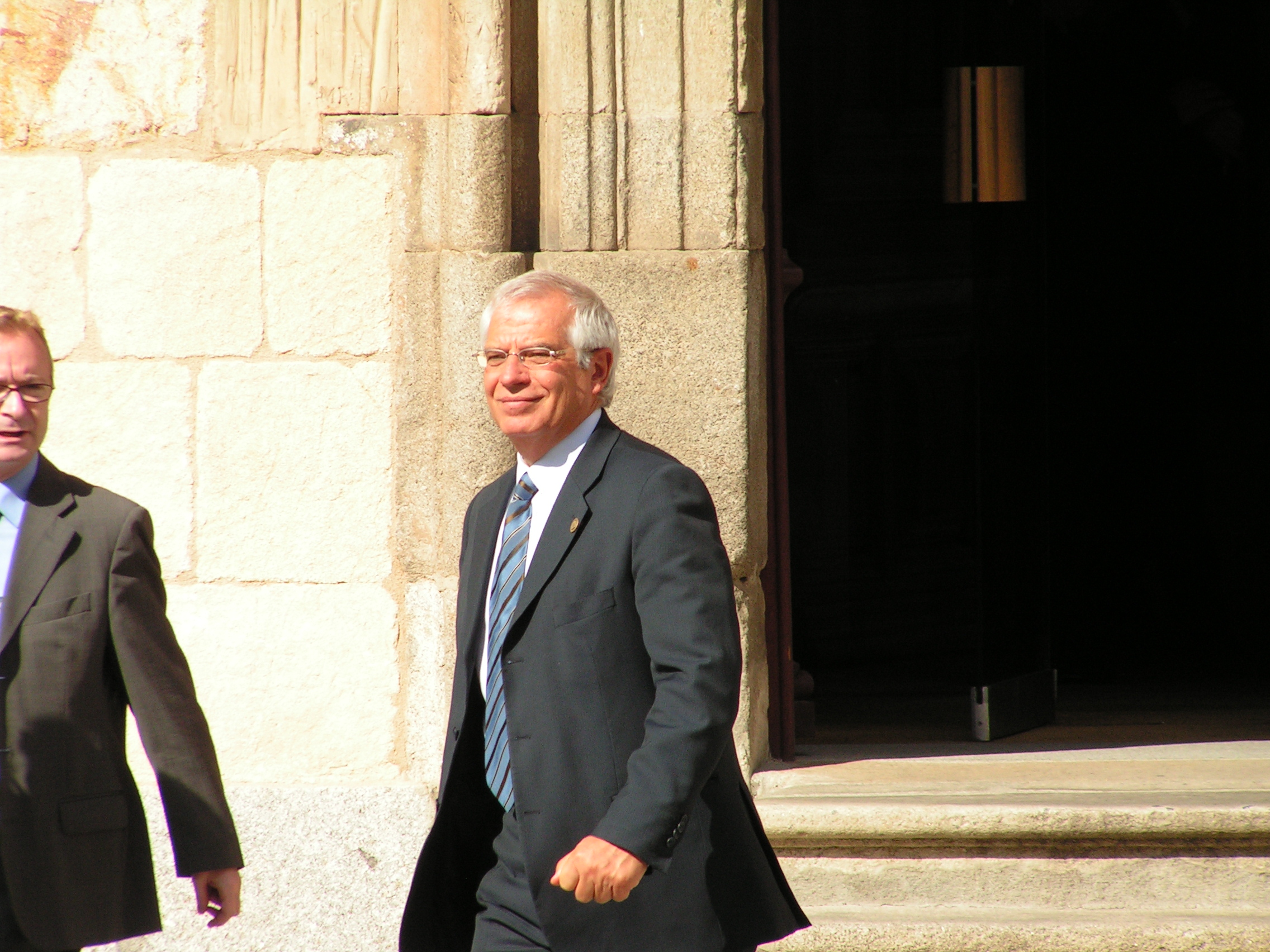
Borrell en la XV Cumbre Iberoamericana que tuvo lugar en Salamanca en octubre de 2005.

En 2002 fue uno de los representantes del Parlamento Español en la Convención Europea encargada de elaborar el borrador de la Constitución Europea. Borrell participó dentro de esta en los grupos de trabajo de gobierno económico, Europa social, política exterior y defensa.
Fue cabeza de la lista del PSOE en España para las elecciones al Parlamento Europeo de 2004 (en las que su partido obtuvo el mayor número de eurodiputados). El 20 de julio de 2004 fue elegido presidente del Parlamento Europeo, obteniendo 388 votos gracias a un acuerdo entre el Partido Popular Europeo, de centro-derecha, y el Partido Socialista Europeo para compartir el control del Parlamento en su mandato de cinco años; sucedió así a Pat Cox, y ejerció el cargo hasta 2007. Por su parte, el presidente del PPE, el alemán Hans-Gert Poettering —el sucesor de Borrell— llamó a la «responsabilidad» de los socialistas para que apoyasen al presidente de la Comisión Europea, José Manuel Durão Barroso, y así contribuyeran a la «estabilidad de las instituciones comunitarias».

### Alejamiento temporal de la primera línea política

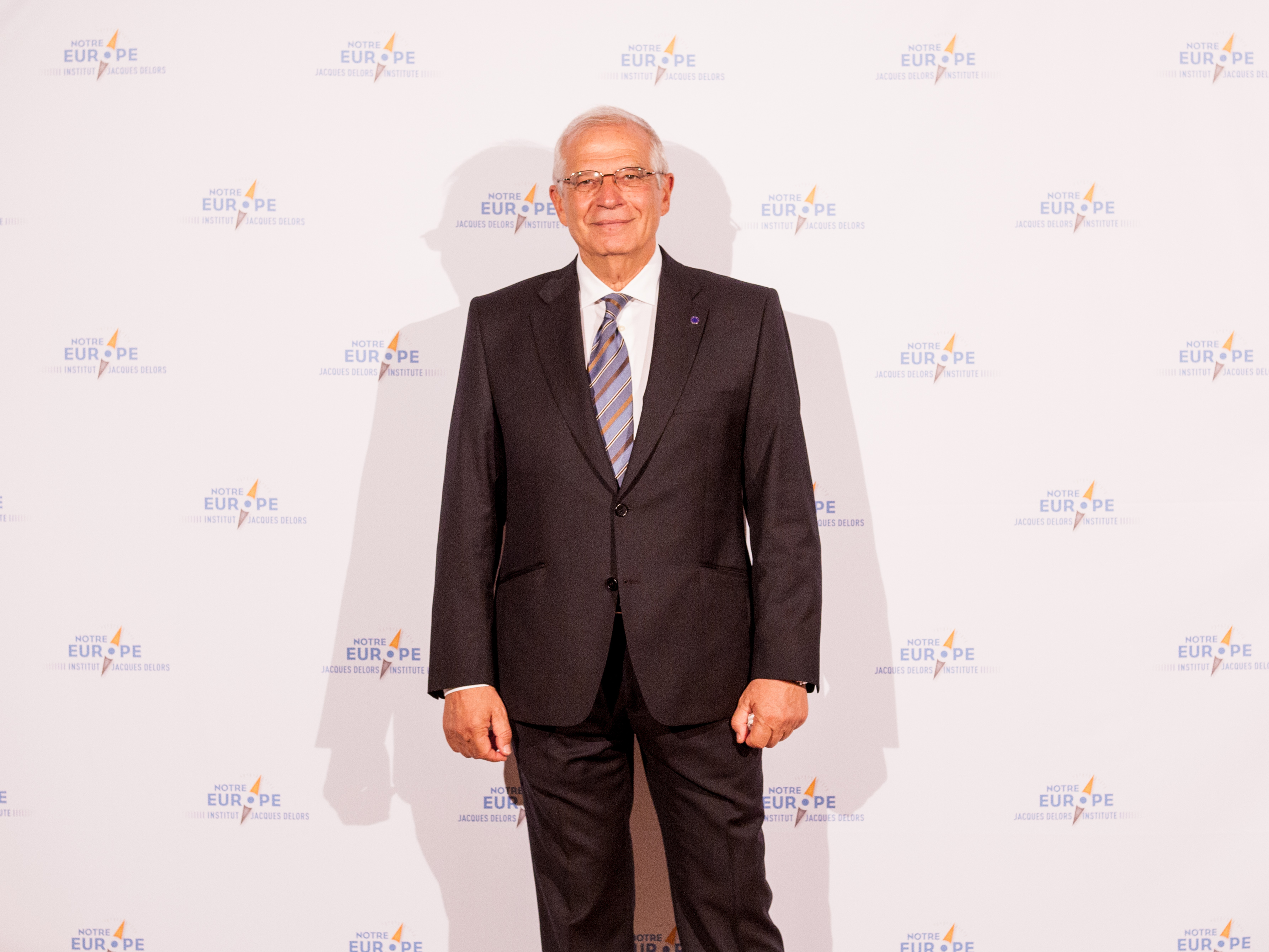
Fotografiado en París en la gala de Revive Europe! (octubre de 2016)

Miembro del consejo de administración de Abengoa desde 2009, en 2010 fue nombrado presidente de su consejo asesor internacional. Entre enero de 2010 y junio de 2012 ocupó el cargo de presidente del Instituto Universitario Europeo, con sede en la ciudad italiana de Florencia.
Borrell ha mantenido posiciones críticas con el independentismo catalán. En 2015, coincidiendo con las elecciones autonómicas de Cataluña, publicó junto con Joan Llorach el libro Las cuentas y los cuentos de la independencia, en el cual trata de desarticular supuestos del nacionalismo catalán, sobre todo a nivel económico (por ejemplo, el déficit fiscal o el límite del 4% en el déficit de los estados federados alemanes con el Gobierno federal).
Recobró presencia en la escena pública española con su participación en la manifestación «Recuperem el Seny», convocada por Sociedad Civil Catalana el 8 de octubre de 2017 en Barcelona contra el referéndum ilegal celebrado en Cataluña una semana antes. En esta manifestación, Borrell defendió que «Cataluña no es una colonia ni un estado ocupado militarmente», pidió al independentismo que «no empuje a Cataluña hacia el precipicio» y, señalando hacia la bandera europea, afirmó: «esta es nuestra estelada».

### Ministro en el Gobierno de Pedro Sánchez
Borrell fue uno de los elegidos por el presidente del Gobierno Pedro Sánchez para integrar su nuevo Consejo de Ministros, formado tras el éxito de la moción de censura que el PSOE presentó contra Mariano Rajoy (PP) en junio de 2018. Felipe VI sancionó mediante real decreto de 6 de junio su nombramiento como titular de la cartera de Asuntos Exteriores, Unión Europea y Cooperación; Borrell tomó posesión del cargo el 7 de junio en La Zarzuela.
Contrajo matrimonio en el verano de 2018 con Cristina Narbona, correligionaria del PSOE, con quien llevaba dos décadas de convivencia.
En septiembre de 2018 la Comisión Nacional del Mercado de Valores (CNMV) resolvió un expediente sancionador contra Borrell abierto en 2017 por el uso de información privilegiada en la venta de acciones de Abengoa, empresa de la que era consejero, en noviembre de 2015, imponiéndole una multa de 30 000 euros.
En noviembre de 2018 Borrell suscribió los cuatro memorandos de entendimiento negociados con el Reino Unido que determinarían la relación futura con el territorio de Gibraltar en el contexto del Brexit.
En febrero de 2019 el PSOE anunció que Borrell concurriría como cabeza de lista de la candidatura del partido para las elecciones al Parlamento Europeo de 2019 en España. Electo diputado del Parlamento Europeo, Borrell renunció no obstante a recoger el acta de europarlamentario, alegando como razón «la incertidumbre sobre la investidura» del presidente del Gobierno, que según Borrell haría poco razonable que el puesto de ministro de Asuntos Exteriores quedara vacante durante un tiempo indefinido.
El 2 de julio de 2019 fue nominado por el Consejo Europeo para el puesto de Alto representante de la Unión para Asuntos Exteriores y Política de Seguridad.
El 18 de julio de 2019 adquirió la doble nacionalidad española y argentina como homenaje a su padre, quien también tuvo la ciudadanía argentina.
Dimitió como ministro de Asuntos Exteriores, Unión Europea y Cooperación el 29 de noviembre de 2019 para asumir el cargo de alto representante de la Unión para Asuntos Exteriores y Política de Seguridad. Le sustituyó en su cargo como interina Margarita Robles, ministra de Defensa hasta el nombramiento de Arancha González Laya.

### Alto representante de la Unión para Asuntos Exteriores y Política de Seguridad
El 1 de diciembre de 2019, Borrell tomó posesión como Alto representante de la Unión para Asuntos Exteriores y Política de Seguridad (AR), así como de vicepresidente de la Comisión Europea.
Durante la pandemia de COVID-19 se ha encargado de coordinar desde la Unión Europea la respuesta a escala global de la pandemia.
El 25 de enero de 2021, en el contexto del envenenamiento de la figura de la oposición Rusa, Alexéi Navalni, por parte del Kremlin, la Unión Europea anunció la visita del alto representante a Moscú con el objetivo de condenar el arresto de Navalni y pedir explicaciones. La visita acabaría percibiéndose como un acto «humillante» hacia Borrell, al culminar en una rueda de prensa en la que Serguéi Lavrov, ministro de exteriores de Rusia, acusaría a los líderes europeos de mentir sobre el envenenamiento, calificando la institución de «aliado poco fiable». Además, durante la visita de Borrell, Rusia expulsó a diplomáticos de Suecia, Alemania y Polonia, presuntamente por haber asistido a manifestaciones en apoyo de Navalni. Borrell respondería más tarde afirmando que el objetivo de su visita era el de «comprobar si Moscú estaba dispuesto a invertir el curso deteriorante de su relación con la Unión y aprovechar la oportunidad para construir diálogo», a lo que añadiría que «no parece ser el caso». A consecuencia de esto, más de 70 eurodiputados firmarían una carta pidiendo la dimisión de Borrell.
En junio de 2021 el periódico ABC publicó un correo que describe que Borrell había informado a la embajada cubana sobre el debate en el Europarlamento de la situación en Cuba y que mostraba su intención de detener el debate y de evitar que llegara al pleno. Un grupo de 16 eurodiputados le exigieron explicaciones a Borrel sobre la situación.
Durante su mandato se produjo la invasión rusa de Ucrania de 2022, por lo que se encargó de coordinar la estrategia de respuesta civil y militar de los Estados miembros de la Unión Europea.

## Obras
Es autor de las siguientes obras:
- Métodos matemáticos para la economía. Programación matemática (1987) Ediciones Pirámide
- El modelo dinámico multisectorial de crecimiento económico, empleo y redistribución de la renta (1981), con Antonio Abadía y O. Fanjul
- Al filo de los días (1998)
- Hacia una nueva concepción del control del gasto público (1988)
- La república de Taxonia (1992)
- Construyendo la Constitución Europea (2003), con Carlos Carnero y Diego López Garrido; edición coordinada por Ramón Suárez Vázquez
- Parlamentos y regiones en la construcción de Europa (2003)
- Cambio climático, comercio de emisiones y otros desafíos del siglo XXI (2011)
- La crisis del Euro. De Atenas a Madrid (2012), con Andreu Missé
- Las cuentas y los cuentos de la independencia (2015) con Joan Llorach
- Los idus de octubre: Reflexiones sobre la crisis de la socialdemocracia y el futuro del PSOE (2017)

## Reconocimientos
- Gran Cruz de la Orden de Carlos III (España, 1996).[49]
- Gran Oficial de la Orden del Ouissam alaouite (Marruecos, 1996).
- Gran Cruz de la Orden de Isabel la Católica (España, 2000).[50]
- Gran Orden de la Reina Jelena (Croacia, 2006).
- Gran Cruz de la Orden del Mérito Civil (España, 2007).[51]
- Medalla de la Orden del Mérito Constitucional (España, 2011).[52]
- Comendador de la Legión de Honor (Francia, 2015).
- Premio Beato de Liébana al Entendimiento y Convivencia (España, 2018).[53]
- Gran Cruz de la Orden El Sol de Perú (Perú, 2019).
- Medalla del tercer grado de la Orden al Mérito (Ucrania, 2022).
- Doctor honoris causa por la Universidad de Valladolid (España, 2024).[54]
- Gran Cruz del Mérito Aeronáutico, con distintivo blanco (España, 2024).[55]
- Doctor honoris causa por la Universidad Pontificia Comillas (España, 2025).[56][57]
- Premio Europeo Carlos V (2025)